# 36P/Whipple
36P/Whipple – kometa krótkookresowa, należąca do rodziny komet Jowisza. 

## Odkrycie i nazwa
Kometę tę odkrył Fred Whipple 15 października 1933 roku w Oak Ridge Observatory (filia Harvard College Observatory).
W nazwie znajduje się zatem nazwisko odkrywcy.

## Orbita komety
Orbita komety 36P/Whipple ma kształt elipsy o mimośrodzie 0,28. Jej peryhelium znajduje się w odległości 3,08 j.a., aphelium zaś 5,24 j.a. od Słońca. Jej okres obiegu wokół Słońca wynosi 8,51 lat, nachylenie do ekliptyki ma wartość 9,93˚.